# Kurtia
Kurtia is een geslacht van vlinders van de familie tandvlinders (Notodontidae).

## Soorten
- K. delosia Schaus, 1939
- K. gallica Thiaucourt, 1991
- K. modesta Schaus, 1901
- K. purusata Schaus, 1939